# Entoloma
Entoloma és un gran gènere de bolets de làmines rosades, amb unes 1.000 espècies. La majoria d'espècies són sapròfits. L'espècie més coneguda és Entoloma sinuatum, que és responsable de molts enverinaments a Europa i Amèrica del Nord i Entoloma rhodopolium al Japó. També hi ha espècies a Austràlia i Nova Zelanda. Algunes espècies estan associades a les plantes per mycorrhiza.

## Etimologia
La part ἐντός ("entos") significa en grec: "dins". la part "loma" és un element gramatical grec que significa "vora". En el cas d"entoloma", aquest terme es refereix a boleta amb la vora del revés.

## Algunes espècies

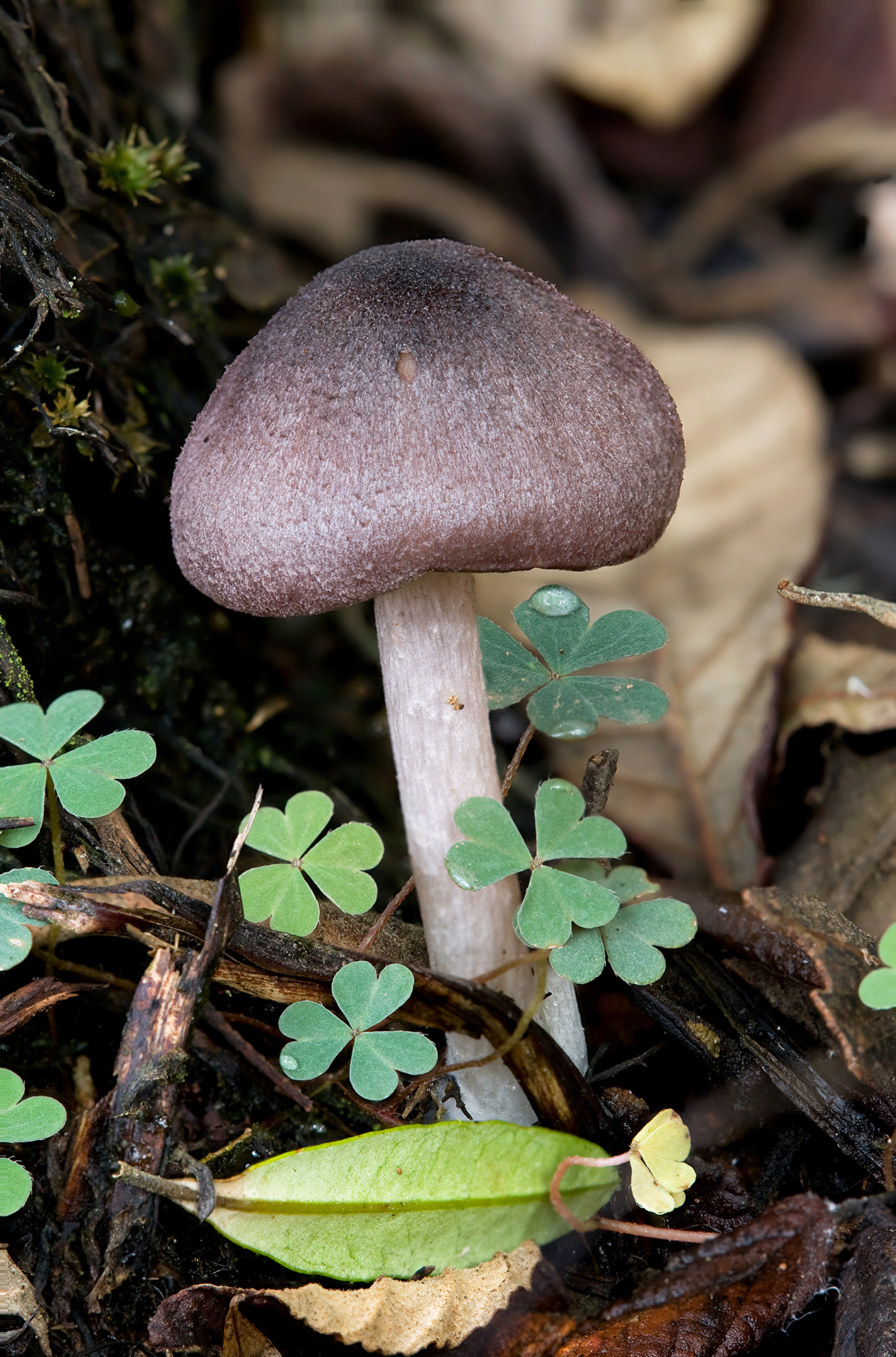
Entoloma austroprunicolor, Wielangta Forest, Tasmània

- Entoloma sinuatum (Bull.) P. Kumm. (1871), espècie tipus
- Entoloma aberrans E. Horak (1973)
- Entoloma acuticystidiosum E. Horak (1973)
- Entoloma aethiops (Scop.) Hesler (1967)
- Entoloma albidum Murrill (1917)
- Entoloma aprile
- Entoloma aromaticum E. Horak (1973)
- Entoloma asprelloides G. Stev. (1962)
- Entoloma asprellum (Fr.) Fayod (1889)
- Entoloma atrellum E. Horak (1973)
- Entoloma brunneolilacinum E. Horak (1973)
- Entoloma canoconicum E. Horak (1976) [1975]
- Entoloma cavipes E. Horak (1973)
- Entoloma cerinum E. Horak (1973)
- Entoloma chloroxanthum G. Stev. (1962)
- Entoloma clypeatum (L.) P. Kumm. (1871)
- Entoloma colensoi G. Stev. (1962)
- Entoloma conferendum (Britzelm.) Noordel. (1980)
- Entoloma congregatum G. Stev. (1962)
- Entoloma convexum G. Stev. (1962)
- Entoloma corneum E. Horak (1973)
- Entoloma crinitum E. Horak (1973)
- Entoloma croceum E. Horak (1980)
- Entoloma cucurbita E. Horak (1973)
- Entoloma deceptivum E. Horak (1973)
- Entoloma depluens (Batsch) Hesler (1967)
- Entoloma eulividum Noordel. (1985) [nom. nov.]
- Entoloma farinolens E. Horak (1973)
- Entoloma fuscum (Cleland) E. Horak (1980)
- Entoloma gelatinosum E. Horak (1973)
- Entoloma gracile G. Stev. (1962)
- Entoloma haastii G. Stev. (1962)
- Entoloma hirtipes (Schumach.) M.M. Moser
- Entoloma hochstetteri (Reichardt) G. Stev. (1962)
- Entoloma imbecille (E. Horak) E. Horak 1980; Entolomataceae
- Entoloma incanum (Fr.) Hesler (1967)
- Entoloma lampropus (Fr.) Hesler (1967) [as 'lampropodum']
- Entoloma lanceolatum Wölfel & Hauskn. (1999)
- Entoloma latericolor E. Horak (1976) [1975]
- Entoloma lividoalbum (Kühner & Romagn.) Kubicka (1975)
- Entoloma mariae G. Stev. (1962)
- Entoloma melanocephalum G. Stev. (1962)
- Entoloma melleum E. Horak (1973)
- Entoloma minutoalbum E. Horak (1976) [1975] [nom. nov.]
- Entoloma nitidum Quél. (1883)
- Entoloma niveum G. Stev. (1962)
- Entoloma nothofagi sensu G. Stev. (1962)
- Entoloma obrusseum E. Horak (1980) [nom. nov.]
- Entoloma panniculum (Berk.) Sacc. (1887)
- Entoloma parsonsiae G. Stev. (1962) [com 'parsonsii']
- Entoloma pascuum (Pers.) Donk (1949)
- Entoloma peralbidum E. Horak (1973)
- Entoloma perplexum E. Horak (1973)
- Entoloma perzonatum E. Horak (1973)
- Entoloma phaeomarginatum E. Horak (1973)
- Entoloma placidum (Fr.) Noordel. (1981)
- Entoloma pleopodium (Bull. Ex DC) Nordeloos
- Entoloma pluteimorphum E. Horak (1980) [nom. nov.]
- Entoloma porphyrescens E. Horak (1973)
- Entoloma procerum G. Stev. (1962)
- Entoloma psittacinum (Romagn.) E. Horak (1976) [1975]
- Entoloma rancidulum E. Horak (1973)
- Entoloma readiae G. Stev. (1962) [as 'readii']
- Entoloma saepium (Noulet & A. Dass.) Richon & Roze (1886)
- Entoloma sericellum (Fr.) P. Kumm. (1871)
- Entoloma sericeum Quél. (1872) [as 'sericeus'] [nom. nov.]
- Entoloma serratomarginatum Horak (1980)
- Entoloma staurosporum (Bres.) E.Horak (1976) [1975]
- Entoloma strictum G. Stev. (1962)
- Entoloma sulphureum E. Horak (1973)
- Entoloma translucidum E. Horak (1973)
- Entoloma uliginicola E. Horak (1980) [as 'uligincola']
- Entoloma virescens (Berk. & M.A. Curtis) E. Horak ex Courtec. (1986)
- Entoloma viridomarginatum (Cleland) E. Horak (1980)
- Entoloma vulsum E. Horak (1973)

## Toxicitat
Encara que alguns entolomes de primavera, com E. clypeatum, es consumeixen, algunes espècies són verinoses. E. rhodopolium conté la micotoxina muscarina.